# Sanni

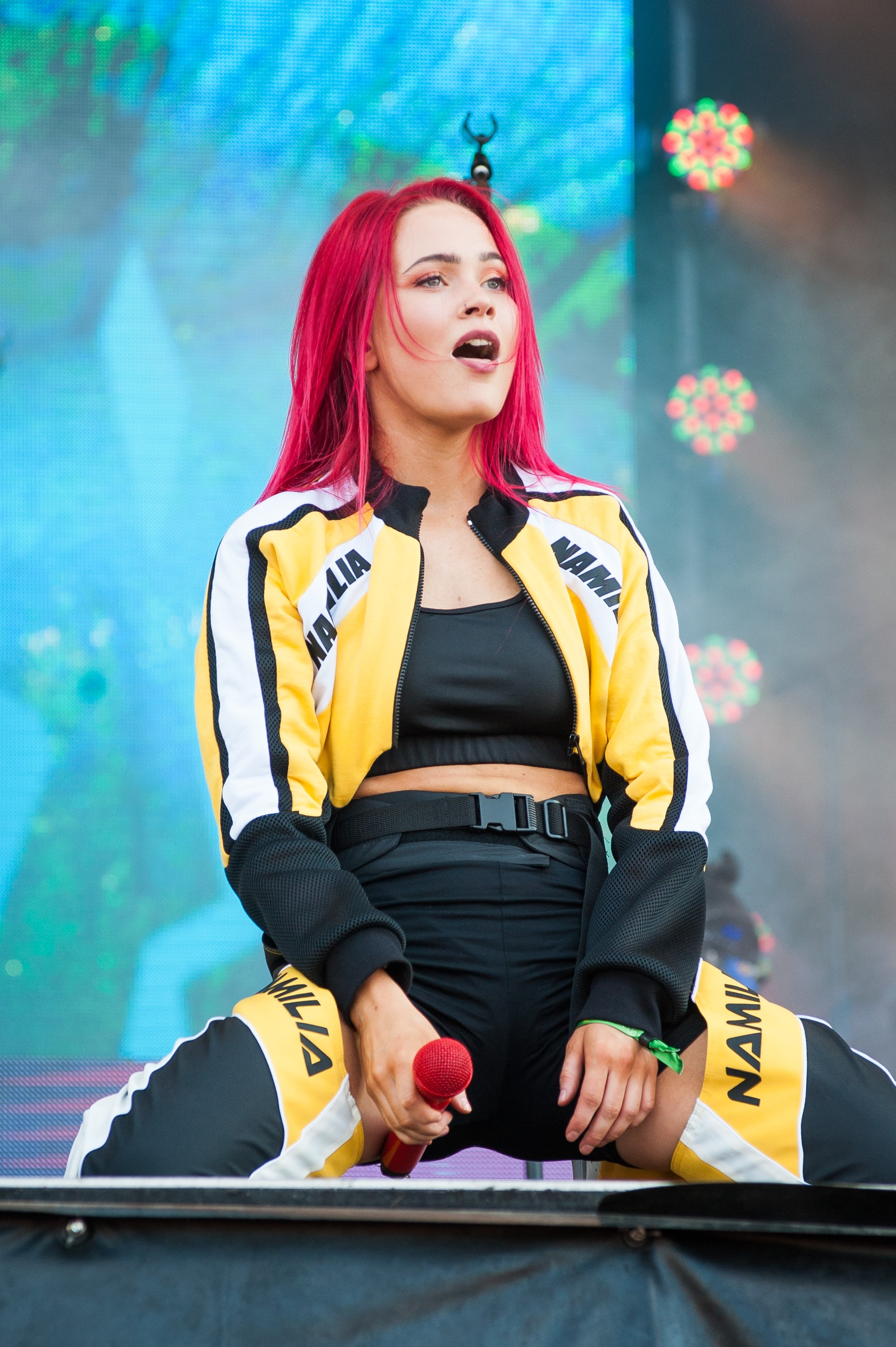
Sanni, 2018

Sanni Mari Elina Kurkisuo (* 26. Mai 1993 in Lohja) ist eine finnische Sängerin, Songwriterin, Musikerin und Schauspielerin. Bekannt wurde sie durch ihre Hauptrolle im Film Miss Farkku-Suomi, der 2012 in die Kinos kam. Ihre Musikkarriere startete sie ein Jahr später; sie hat bis 2019 vier Studioalben veröffentlicht.

## Privatleben und Kindheit
Ihre Mutter ist Unternehmensberaterin und hat in einer Coverband gesungen. Ihr Vater ist Elektriker und ihr Stiefvater der Leiter einer Kindertagesstätte. Sanni hat eine drei Jahre ältere Schwester.
Sanni hatte bereits früh Interesse an der Musik. Nachdem sie bei einem Kinderfest in Lohja die Kinder-Geigenband Viuluviikarit gesehen hatte, nahm sie mit fünf Jahren Geigenunterricht. 2001 gewann ihre Geschichte Lintu, joka halusi laulaa („Ein Vogel, der singen wollte“) den Napero-Finlandia-Preis (eine Auszeichnung für 6- bis 13-jährige Jungschriftsteller). Nachdem sie im Radio Anouks Lied Nobody’s Wife gehört hatte, begann Sanni Gitarre zu lernen. In der Oberschule gründete die Pop-Punk-Band Captor. 2009 belegte die Band den zweiten Platz im Ääni ja vimma-Musikwettbewerb.
Zu dieser Zeit traf sie auf den Musikproduzenten Henri „Hank Solo“ Salonen, und sie beschlossen, gemeinsam Musik zu machen. 2009 zog sie nach Helsinki, um das Sibelius-Musikgymnasium zu besuchen. Captor fiel dann auseinander. Sie schloss das Gymnasium 2012 mit dem Abitur ab.

## Karriere

### Anfangsjahre undSotke mut(2012–2014)
Sanni wurde durch ihre Rolle im Film Miss Farkku-Suomi im Jahr 2012 bekannt. Sie spielt dort Pike, in die der Protagonist Välde (Mikko Neuvonen) verliebt ist. Pike gewinnt einen Schönheitswettbewerb und wird zur Miss Farkku-Suomi gekrönt.
2012 wirkte Sanni beim Song Pumppaa des Rappers Aste mit. Im Sommer erstellte sie zusammen mit Henri „Hank Solo“ Salonen ein Promo-Paket mit vier Liedern, das Plattenfirmen angeboten wurden. Warner, Universal, Sony und Suomen Musiikki boten ihr Plattenverträge an. Im April 2013 veröffentlichte Warner Music Finland die erste Single von Sanni, Prinsessoja ja astronautteja, die in den Singlecharts den dritten Platz belegte.
Ihr Debütalbum Sotke mut erschien im September 2013 und belegte in den finnischen Albumcharts den neunten Platz. Produziert wurde es von Hank Solo, mit dem zusammen Sanni auch alle Lieder geschrieben hat. Sotke mut wurde von den Kritikern gelobt, bekam u. a. vom Musikmagazin Soundi vier von fünf Sternen. Das Magazin bescheinigte dem Album hohes Hitpotenzial, eine gute Zusammenstellung der Lieder und verglich es mit Produktionen von Kanye West oder Justin Timberlake. Sotke mut erreichte Doppelplatin-Status. Auch das Lied Me ei olla enää me schaffte es unter die ersten zehn der Hitparade. 2013 erhielt Sanni die Emma-Auszeichnung als Sängerin des Jahres.

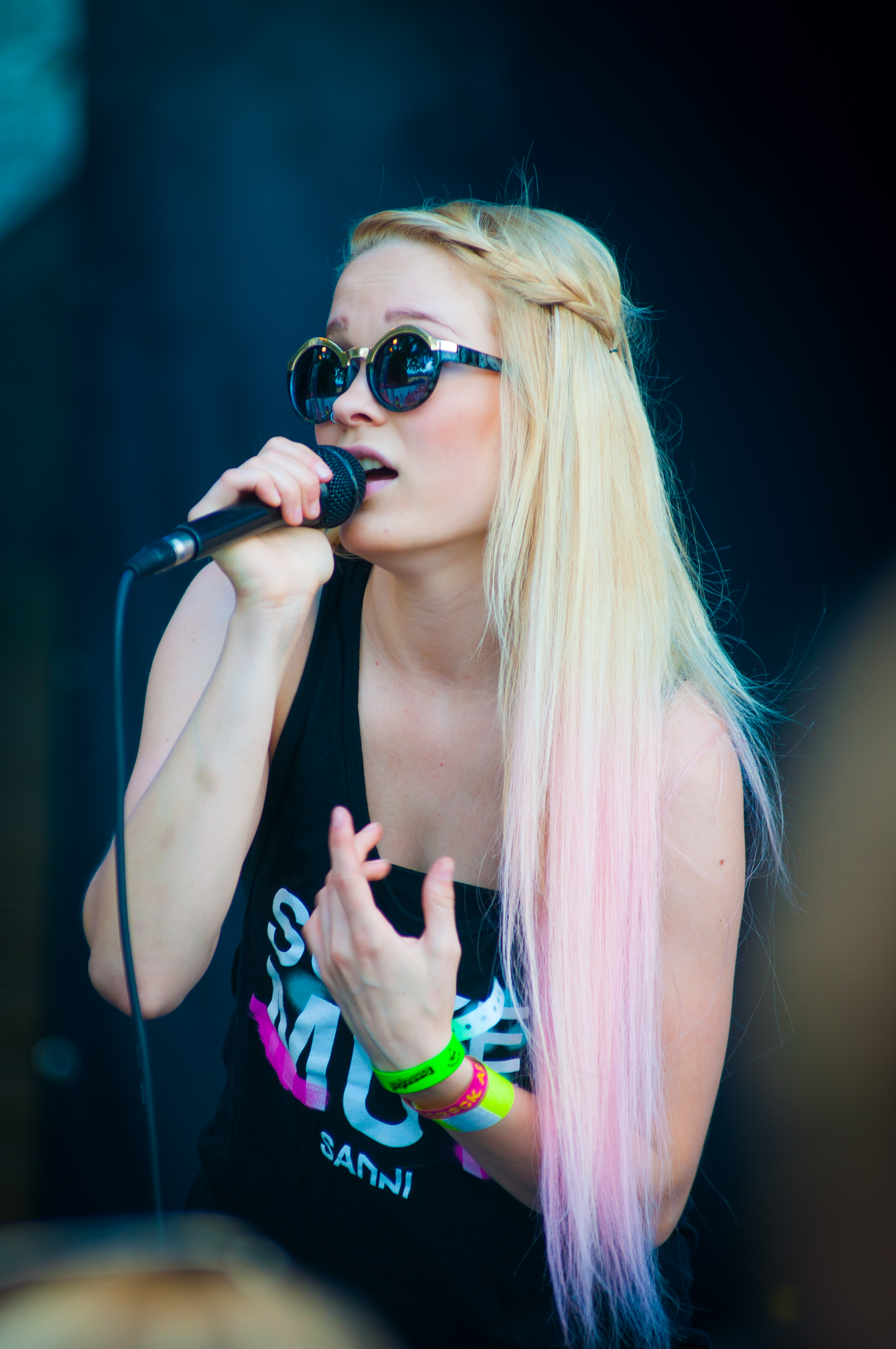
Sanni, 2014

2014 wirkte sie bei den Singles Venäläistä rulettii des Rap-Duos JVG sowie Flexaa von Cheek mit. Beide Lieder erreichten hohe Plätze in den Charts. Im August trat sie zusammen mit Cheek bei einem Konzert im Olympiastadion Helsinki auf.

### Lelu(2015)
Im Februar 2015 veröffentlichte Sanni die Single 2080-Luvulla, die an die Spitze der finnischen Streaming- und Downloadcharts kam sowie auf den dritten Platz in den Singlecharts. Es war zwölf Wochen lang das am häufigsten gespielte Lied im Radio. Die Single überschritt die Platin-Grenze, und das Stück wurde später vom Künstlerverband Teosto als das beste Lied des Jahres ausgezeichnet. Ihr zweites Studioalbum Lelu erschien im April 2015 und kam sogleich an die Spitze der Albumcharts. Am Ende erreichte es Doppelplatin-Status. Lelu wurde von den Kritikern überwiegend positiv aufgenommen. Ilta-Sanomat schrieb: „Lelu ist selbstbewusster, mutiger und auch persönlicher als das Debütalbum.“
Im Sommer 2015 trat Sanni in der vierten Staffel der Fernsehreihe Vain elämää auf. Sanni sang beim Auftritt von VilleGalle das Lied Lähtisitkö (original von Pave Maijanen), das die Spitze der finnischen Singlecharts erreichte, sowie den zweiten Platz der Downloads und der Radioliste. Im Oktober 2015 hatte sie einen Gastauftritt beim Lied Miten eskimot suutelee?, von Robin Packalen, das auf seinem Album Yhdessä erschien. Im Dezember trat sie zusammen mit anderen Vain elämää -Teilnehmern in der Hartwall Arena in Helsinki auf. Auf der Emma-Gaala 2015 wurde Sanni als die beste Sängerin und 2080-luvulla als das beste Lied des Jahres ausgezeichnet.

### Sanni(2016–2017)

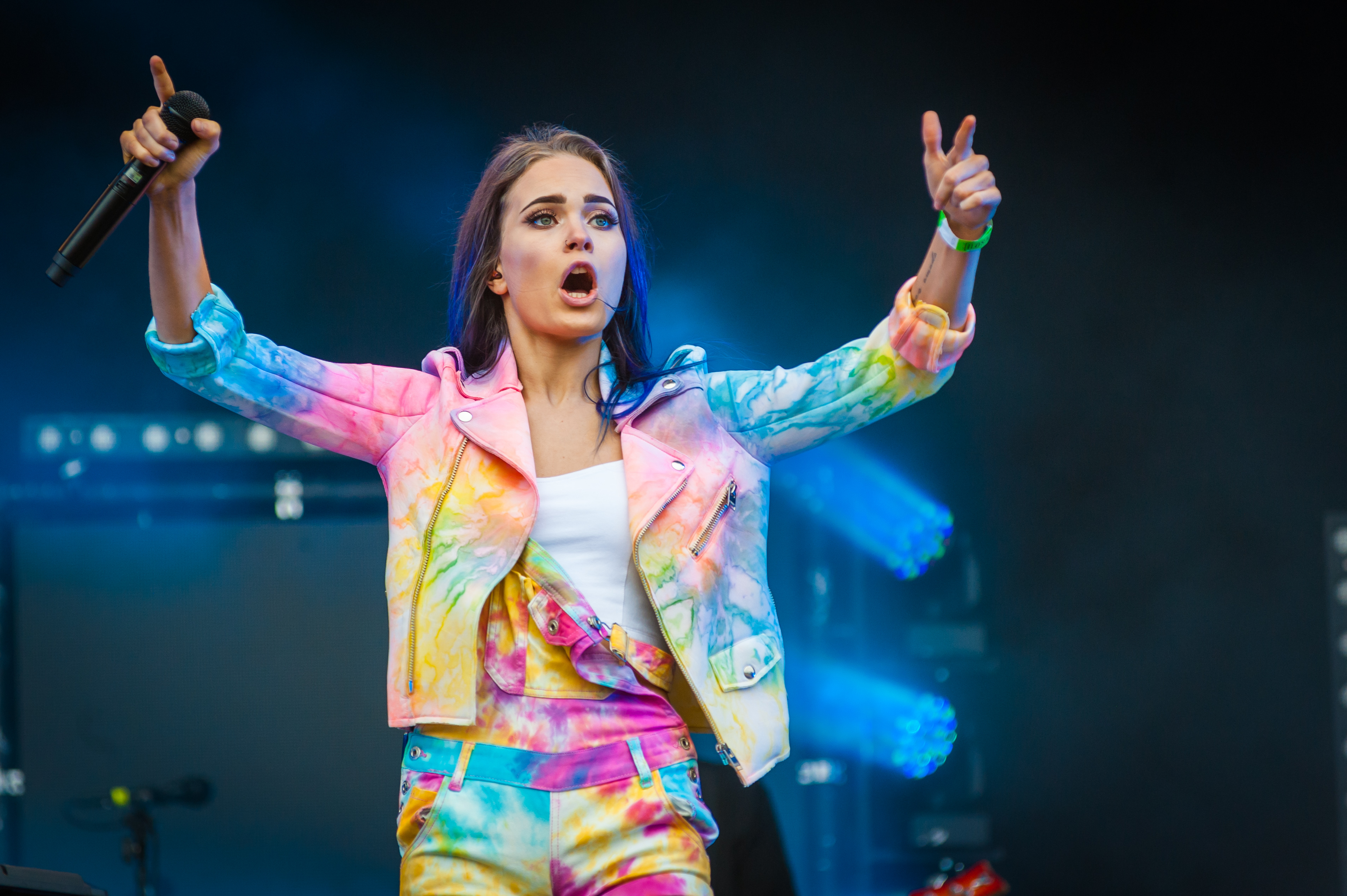
Sanni, 2016

Im Februar 2016 startete Sanni eine Tournee und veröffentlichte die Single Että mitähän vittua. Das Lied sorgte bereits vor dem Erscheinen für Aufregung wegen des Kraftausdrucks im Titel („vittu“ heißt wörtlich „Fotze“ und ist auch genauso anstößig; den Titel könnte man übersetzen als „was zum Teufel“, was aber die Anstößigkeit nicht wiedergibt). Das Stück hat einen neuen Rekord aufgestellt, indem es auf Spotify bereits am ersten Tag 340.000 Mal gestreamt wurde. Das Stück kam u. a. auf den ersten Platz der finnischen Single- und Downloadcharts und erreichte Goldstatus in der Streamingliste schneller als je ein finnisches Lied zuvor.
Im Juni 2016 erschien die Single Vahinko, die in Finnland sogleich die Spitze der Download- und Radiocharts erreichte und bei Singles und Streaming den zweiten Platz belegte. Das Video dazu erschien am 15. August, wurde aber am nächsten Tag zurückgezogen. Für Aufregung sorgten Kinder, die über die Freude am Sex sangen. Die Rücknahme wurde von der Plattenfirma verfügt, die erklärte, das Video sei weder von ihr produziert noch mit ihr abgesprochen worden.
Im August 2016 wirkte Sanni bei Hank Solos Debütsingle Söpö mit, die in Finnland an die Spitze der Single- und Streamingliste kam. Im September startete sie eine weitere Tournee. Das dritte Studioalbum Sanni wurde im Oktober 2016 veröffentlicht und erreichte die Spitze der finnischen Albumcharts. Alle Lieder fanden sich auch unter den beliebtesten Spotify-Streams. Das Album erreichte bereits vor dem Veröffentlichungsdatum Platinstatus, und später Dreifach-Platin beim Streaming. Sanni wurde auch von den Kritikern gut aufgenommen. Helsingin Sanomat und Aamulehti gaben ihm vier von fünf Sternen. Bei der Emma-Gaala 2016 wurde die Sängerin in sechs Kategorien nominiert.
Im Februar 2017 startete Sanni erneut eine Tournee. Zu der Zeit trat sie im Programm Anssi Kela ja isot biisit mit dem Lied Tahdon rakastella sinua von Pelle Miljoona & 1980 auf. Im Sommer trat sie zusammen mit der US-Band Paramore bei Ruisrock auf. Im Herbst 2017 war sie wieder bei Vain elämää zu Gast, wo im September die siebte Staffel startete.
Ihre zusammen mit Apocalyptica vorgetragene Version von Juha Tapios Kelpaat kelle vaan erreichte in Finnland die Spitze der Single- und den zweiten Platz der Streamingliste.

### Trippi(Seit 2018)

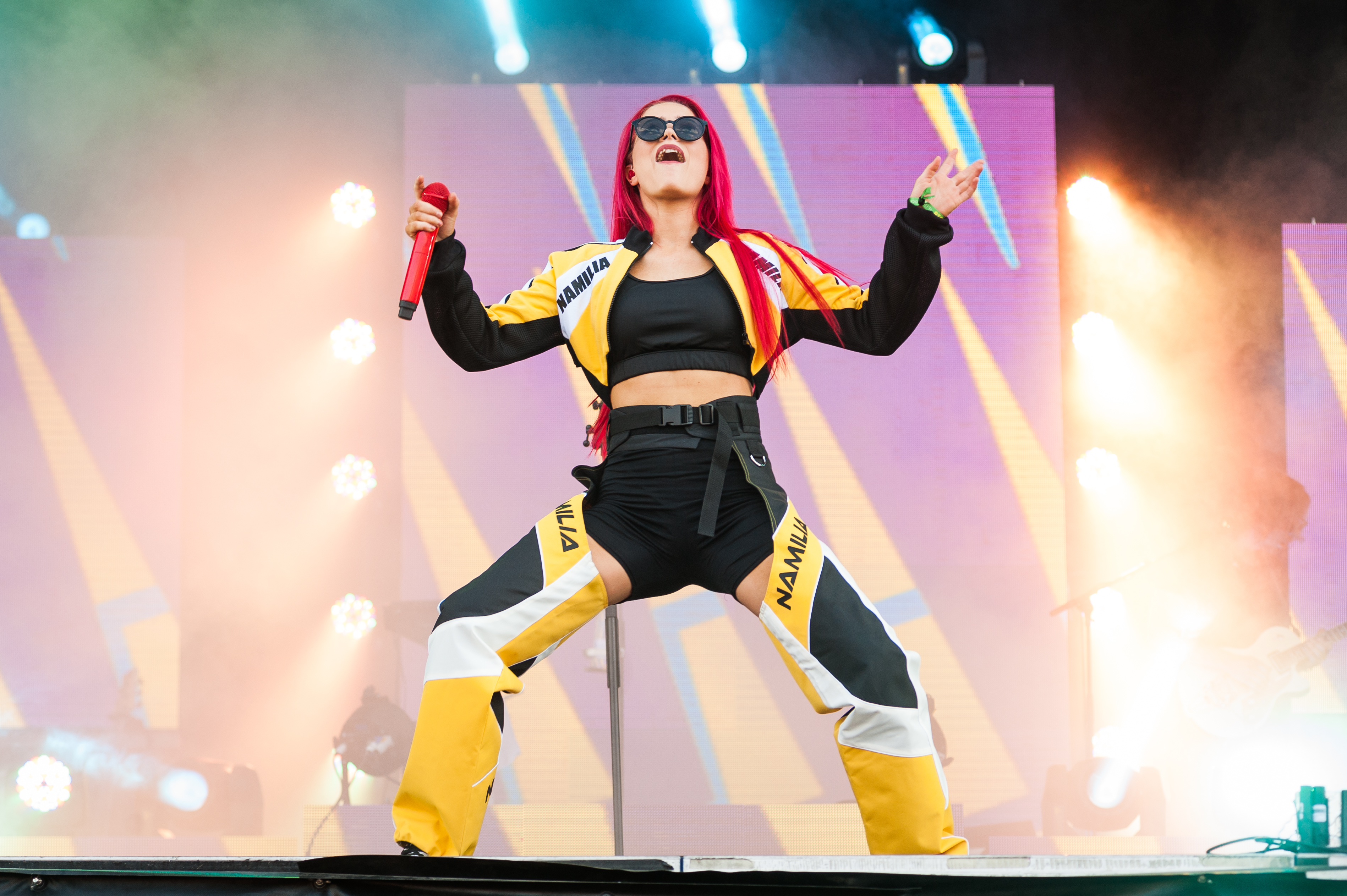
Sanni, 2018

Im März 2018 erschien die Single Pornoo. Sie erreichte in Finnland die Spitze der Single-, Download- und Streamingcharts. Dies war auch das erste Lied von Sanni, das nicht von Hank Solo produziert wurde. Die Produktion übernahm Simo Jurek Reunamäki. Im Juni kamen die Singles Jacuzzi sowie Sit ku mä oon vapaa heraus. Beide erreichten die Top Ten. Im Oktober 2018 folgten Kaunis koti und Dracula. Beide Lieder kamen in den finnischen Single- und Streamingcharts auf den zweiten Platz. Im Oktober 2018 spielte Sanni in der ausverkauften Hartwall Arena.
Im Dezember 2018 gastierte sie mit Jenni Vartiainen und Vesala auf der Single Tule lähemmäs beibi 2018 von Kaija Koo. Sie sangen das Lied auch zusammen auf dem Konzert von Kaija Koo in der Hartwall Arena. Bei der Feier zum finnischen Unabhängigkeitstag im Hotel Kämp am 6. Dezember sang Sanni u. a. Että mitähän vittua und Sit ku mä oon vapaa. Die Wahl der Stücke wurde kritisiert, da sie für eine offizielle Feier unpassend seien. Im Januar 2019 startete in Nivala eine neue Tournee. Im Februar wurde Sanni auf der Emma-Gaala als Sängerin des Jahres nominiert. Sie sang dort zusammen mit Apocalyptica und Tippa das Lied Me melkein kuoltiin, das auch als Single erschien.
Im Mai 2019 brachte Sanni die Single Hei kevät heraus, die die Spitze der finnischen Download- sowie den zweiten Platz der Single- und Streamingcharts erreichte. Das vierte Studioalbum Trippi erschien im Juni 2019 und kam in Finnland bereits in der Veröffentlichungswoche an die Spitze der Albumcharts. es erreichte Doppelplatin-Status und wurde überwiegend positiv von der Kritik aufgenommen. 2019 wurde die Sängerin in vier Kategorien für den Emma-Preis nominiert. Ab März 2020 war die Trippi-Tournee geplant, die aber wegen der COVID-19-Pandemie zunächst in den Herbst verschoben wurde.

## Gesamtbild

### Musikstil und Texte
Sannis Musikstil wird beschrieben als Pop mit Einflüssen von Rap, R&B und elektronischer Tanzmusik. Sie selbst sagt, dass ihr die Aktualität der Themen wichtig sei, und dass sie etwas schaffen wolle, das bisher nicht gehört wurde. Die Tageszeitung Aamulehti schrieb 2016, dass Sanni ”keinen Trends folgt, sondern selbst welche setzt”. Musiker die bei der vierten Staffel von Vain elämää mit aufgetreten sind, verwendeten das Wort „sannittaminen“, um ihren eigenen Stil zu beschreiben. Sannis „eigentümliche“ Singstimme wird sowohl gelobt als auch kritisiert. Ihre ersten drei Alben wurden von Henri „Hank Solo“ Salonen produziert und von der Kritik als eigenständig, kreativ und überraschend gelobt. Auf dem vierten Album Trippi wollte Sanni „mit allem bekannten und sicheren brechen“, und wählte daher Simo Jurek Reunamäki als neuen Produzenten.
Sannis Texte gründen hauptsächlich auf ihren eigenen Erfahrungen. Sie sagt, sie könne nur das beschreiben, was sie selbst erlebt habe. Sie lege es nicht gezielt auf Provokation an. Vielmehr sei es so, dass, wenn sie etwas beschäftige, wolle sie dies auch sagen, und dann überschreite sie auch Tabus.

### Stil und Popularität
Sanni fällt ebenfalls durch ihren Kleidungsstil auf. 2016 wurde sie von Elle Style Awards Finnland als die am besten gekleidete Frau ausgezeichnet. Ein Markenzeichen sind auch die gefärbten Haare. In der Anfangszeit als blond bekannt, trug sie später u. a. blaue, grüne oder rote Haare.
Sie gehörte 2019 zu den beliebtesten Musikern in Finnland, nimmt in Finnland den siebten Platz der am meisten gehörten Musiker des letzten Jahrzehnts (2010–2019) ein und war seit 2016 die am häufigsten gehörte Musikerin. Aleksi Kinnunen, der für Helsingin Sanomat das Album Trippi bewertete, schrieb: „Chisu und Vesala sind in Kulturkreisen geschätzte Musikerinnen, JVG ist die populärste Band Finnlands, aber Sannis Rolle ist komplizierter – und faszinierender. Sie wird nicht als ‚die blauweiße Stimme‘ gefeiert. Ihre Textzeilen rufen manchmal Entsetzen hervor. Sanni ist gleichzeitig kommerziell beliebt und Outsiderin.“ Sanni wird auch als „die Stimme ihrer Generation“ gesehen. Viele ihrer Lieder thematisieren Anderssein und das Gefühl der Entfremdung. Sie erklärt, sie wolle den jungen Leuten sagen, bleibt so wie ihr seid, es ist OK.

## Diskografie

### Studioalben
| Jahr | Titel Musiklabel               | Höchstplatzierung, Gesamtwochen, AuszeichnungChartsChartplatzierungen (Jahr, Titel, Musiklabel, Platzierungen, Wochen, Auszeichnungen, Anmerkungen) | Anmerkungen                                                   |
| Jahr | Titel Musiklabel               | FI | Anmerkungen                                                   |
| ---- | ------------------------------ | --- | ------------------------------------------------------------- |
| 2013 | Sotke mut Warner Music Finland | FI9 ×2Doppelplatin · (43 Wo.)FI | Erstveröffentlichung: 20. September 2013 Format: CD, digital  |
| 2015 | Lelu Warner Music Finland      | FI1 ×2Doppelplatin · (64 Wo.)FI | Erstveröffentlichung: 24. April 2015 Format: CD, digital      |
| 2016 | Sanni Warner Music Finland     | FI1 ×3Dreifachplatin · (82 Wo.)FI | Erstveröffentlichung: 7. Oktober 2016 Format: CD, LP, digital |
| 2019 | Trippi Warner Music Finland    | FI1 ×2Doppelplatin · (29 Wo.)FI | Erstveröffentlichung: 28. Juni 2019 Format: CD, LP, digital   |

### EPs
- 2022: Kesken

### Singles
| Jahr | Titel Album                                                           | Höchstplatzierung, Gesamtwochen, AuszeichnungChartsChartplatzierungen (Jahr, Titel, Album, Platzierungen, Wochen, Auszeichnungen, Anmerkungen) | Anmerkungen                                               |
| Jahr | Titel Album                                                           | FI | Anmerkungen                                               |
| --- | --------------------------------------------------------------------- | --- | --------------------------------------------------------- |
| 2013 | Prinsessoja ja astronautteja Sotke mut                                | FI3 (10 Wo.)FI | Erstveröffentlichung: 5. April 2013                       |
| 2013 | Jos mä oon oikee Sotke mut                                            | — | Erstveröffentlichung: 28. Juni 1013                       |
| 2013 | Me ei olla enää me Sotke mut                                          | FI3 (13 Wo.)FI |                                                           |
| 2014 | Dementia Sotke mut                                                    | — |                                                           |
| 2014 | Hakuna matata Sotke mut                                               | — |                                                           |
| 2015 | 2080-luvulla Lelu                                                     | FI3 (13 Wo.)FI | Erstveröffentlichung: 13. Februar 2015                    |
| 2015 | Pojat Lelu                                                            | FI11 (1 Wo.)FI | feat. Tippa-T                                             |
| 2015 | Supernova Lelu                                                        | — |                                                           |
| 2015 | Ei Vain elämää – kausi 4, päivä                                       | FI3 (6 Wo.)FI | Erstveröffentlichung: 3. Oktober 2015                     |
| 2015 | Levoton tyttö Vain elämää – kausi 4, ilta                             | FI17 (1 Wo.)FI |                                                           |
| 2016 | Että mitähän vittua Sanni                                             | FI1 (9 Wo.)FI | Erstveröffentlichung: 10. Februar 2016                    |
| 2016 | Vahinko Sanni                                                         | FI2 (8 Wo.)FI | Erstveröffentlichung: 8. Juni 2016                        |
| 2016 | Oo se kun oot Sanni                                                   | FI1 (6 Wo.)FI | Erstveröffentlichung: 14. September 2016 feat. Paperi T   |
| 2016 | Ku Kanye Kanyee Sanni                                                 | FI5 (3 Wo.)FI | Erstveröffentlichung: 5. Dezember 2016 feat. Cheek        |
| 2017 | Tahdon rakastella sinua Anssi Kela ja isot biisit                     | FI4 (4 Wo.)FI | Erstveröffentlichung: 27. Februar 2017                    |
| 2017 | Trampoliini Sanni                                                     | — | Erstveröffentlichung: 28. Juni 2017                       |
| 2017 | Timantit on ikuisia Vain elämää – kausi 7, ensimmäinen kattaus        | FI5 (7 Wo.)FI | Erstveröffentlichung: 8. September 2017                   |
| 2017 | Malagaan Vain elämää – kausi 7, ensimmäinen kattaus                   | — | Erstveröffentlichung: 15. September 2017                  |
| 2017 | Ravistettava ennen käyttöä Vain elämää – kausi 7, ensimmäinen kattaus | FI13 (1 Wo.)FI | Erstveröffentlichung: 29. September 2017                  |
| 2017 | Minä sinua vaan Vain elämää – kausi 7, toinen kattaus                 | FI20 (1 Wo.)FI | Erstveröffentlichung: 6. Oktober 2017                     |
| 2017 | Kelpaat kelle vaan Vain elämää – kausi 7, toinen kattaus              | FI2 (14 Wo.)FI | Erstveröffentlichung: 13. Oktober 2017 feat. Apocalyptica |
| 2017 | Kuka sen opettaa Vain elämää – kausi 7, toinen kattaus                | — | Erstveröffentlichung: 20. Oktober 2017                    |
| 2018 | Pornoo Trippi                                                         | FI1 (5 Wo.)FI | Erstveröffentlichung: 14. März 2018                       |
| 2018 | Jacuzzi Trippi                                                        | FI1 (11 Wo.)FI | Erstveröffentlichung: 13. Juni 2018                       |
| 2018 | Sit ku mä oon vapaa Trippi                                            | FI7 (6 Wo.)FI | Erstveröffentlichung: 15. Juni 2018                       |
| 2018 | Kaunis koti Trippi                                                    | FI2 (3 Wo.)FI | Erstveröffentlichung: 3. Oktober 2018                     |
| 2018 | Dracula –                                                             | FI2 (4 Wo.)FI | Erstveröffentlichung: 26. Oktober 2018                    |
| 2019 | Hei kevät Trippi                                                      | FI2 (6 Wo.)FI | Erstveröffentlichung: 3. Mai 2019                         |
| 2021 | Pettäjä Kesken                                                        | FI1 (6 Wo.)FI | Erstveröffentlichung: 7. Mai 2021                         |
| 2021 | Kesken                                                                | FI2 (4 Wo.)FI | Erstveröffentlichung: 8. Oktober 2021                     |
| 2023 | Haukilahden rantaan –                                                 | FI3 (6 Wo.)FI | Erstveröffentlichung: 24. März 2023                       |
| 2023 | Mielenmaisemat –                                                      | FI13 (9 Wo.)FI | Erstveröffentlichung: 11. August 2023                     |
| 2024 | Eliniänodote –                                                        | FI24 (1 Wo.)FI | Erstveröffentlichung: 26. Januar 2024                     |
| 2024 | Pikajunat –                                                           | FI22 (… Wo.)FI | Erstveröffentlichung: 28. Juni 2024                       |
| Folgende Lieder erschienen nicht als Single, wurden aber durch das Album zum Download und Streaming bereitgestellt und konnten somit eine Platzierung erlangen: |                                                                       | |                                                           |
| |                                                                       | |                                                           |
| 2022 | Tyhmä Kesken                                                          | FI8 (3 Wo.)FI |                                                           |

### Gastauftritte
| Jahr | Titel Album                            | Höchstplatzierung, Gesamtwochen, AuszeichnungChartsChartplatzierungen (Jahr, Titel, Album, Platzierungen, Wochen, Auszeichnungen, Anmerkungen) | Anmerkungen                                                                             |
| Jahr | Titel Album                            | FI | Anmerkungen                                                                             |
| ---- | -------------------------------------- | --- | --------------------------------------------------------------------------------------- |
| 2014 | Flexaa Kuka muu muka – Stadion Edition | FI3 (7 Wo.)FI | Cheek feat. Sanni & Villegalle                                                          |
| 2015 | Lähtisitkö Vain elämää – kausi 4, ilta | FI1 (13 Wo.)FI | Erstveröffentlichung: 30. Oktober 2015 Villegalle feat. Sanni                           |
| 2016 | Miten eskimot suutelee? Yhdessä        | FI14 (3 Wo.)FI | Erstveröffentlichung: 29. Januar 2016 Robin feat. Sanni                                 |
| 2016 | Söpö –                                 | FI1 (8 Wo.)FI | als Teil von Hank Solo                                                                  |
| 2018 | Tule lähemmäs beibi 2018 –             | FI8 (2 Wo.)FI | Erstveröffentlichung: 1. Dezember 2018 Kaija Koo feat. Jenni Vartiainen, Vesala & Sanni |
| 2019 | Me melkein kuoltiin –                  | FI15 (1 Wo.)FI | Erstveröffentlichung: 8. Februar 2019 Apocalyptica feat. Sanni & Tippa                  |
| 2020 | Uuden edessä –                         | FI2 (3 Wo.)FI | Erstveröffentlichung: 10. April 2020 als Teil von Toivon Kärki                          |

Weitere Gastbeiträge
- 2012: Pumppaa (Aste feat. Sanni)
- 2014: Venäläist rulettii (JVG feat. Sanni)

### Musikvideos
| Jahr | Titel                          | Produktion    |
| ---- | ------------------------------ | ------------- |
| 2013 | Prinsessoja ja astronautteja   | Sami Joensuu  |
| 2013 | Jos mä oon oikee               | Hannu Aukia   |
| 2013 | Me ei olla enää me (1. versio) |               |
| 2013 | Me ei olla enää me (2. versio) | Hannu Aukia   |
| 2014 | Dementia                       | Jan-Erik Olin |
| 2015 | 2080-luvulla                   | Hannu Aukia   |
| 2015 | Pojat                          | Miro Laiho    |
| 2016 | Vahinko                        |               |
| 2016 | Oo se kun oot                  |               |
| 2018 | Pornoo                         | Karim Saheb   |
| 2018 | Dracula                        | Karim Saheb   |
| 2019 | Yksinäinen milleniaali         | Anna Äärelä   |
| 2019 | Mä en haluu mennä himaan       | Laura Haimila |